# Aisey-et-Richecourt
Aisey-et-Richecourt település Franciaországban, Haute-Saône megyében. Lakosainak száma 99 fő (2022. január 1.). Aisey-et-Richecourt Bourbévelle, Betaucourt, Corre, Ormoy, Ranzevelle és Villars-le-Pautel községekkel határos.

## Népesség
A település népességének változása:
| Lakosok száma | 101  | 104  | 105  | 107  | 104  | 102  | 99   | 100  | 99   |
|               | 2013 | 2015 | 2016 | 2017 | 2018 | 2019 | 2020 | 2021 | 2022 |